# Patricia Quirico
Patricia Alejandra Quirico, apodada La Leona de Caseros (Caseros, 20 de noviembre de 1961), es una boxeadora argentina.
Ha obtenido el título mundial supergallo de la UBC.

## Biografía
Debutó como profesional el 19 de enero de 2002 en el estadio de la Federación Argentina de Box en Buenos Aires, perdiendo por nockout contra Marcela Eliana Acuna.
El 10 de abril de 2004 obtiene el título sudamericano de peso pluma al vencer por nockout técnico a María del Deusa Rodriguez en el Club Justo José de Urquiza de Caseros.
El 9 de julio de 2006 obtiene el título mundial de peso supergallo de la UBC al vencer a Renata Cristina Dos Santos Ferreira en la Federación Jujena de Basquetbol en San Salvador de Jujuy. El título sería luego retirado por la UBC.